# Вабіч
Вабіч — річка в Білорусі у Круглянському, Шкловському й Бєлиницькому районах Могильовської області. Ліва притока річки Друті (басейн Дніпра).

## Опис
Довжина річки 74 км, похил річки 0,6 м/км, площа басейну водозбору 565 км², середньорічний стік 3,5 м²/с. Формується
притоками та безіменними струмками.

## Розташування
Бере початок за 1,7 км на східній стороні від села Буравщини. Тече переважно на південний захід і на північно-східній стороні від села Прибор впадає в річку Друть, праву притоку річки Дніпра.
Населені пункти вздовж берегової смуги: Сіпайли, Гняздин.